# クリフ・リー
クリフトン・ファイファー・リー（Clifton Phifer Lee, 1978年8月30日 - ）は、アメリカ合衆国アーカンソー州ベントン郡出身の元プロ野球選手（投手）。左投左打。
2000年代後半から2010年代前半のMLBを代表する投手の1人である。

## 経歴

### プロ入り前
短大時代の1998年にドラフト20巡目（全体609位）でボルチモア・オリオールズに指名されたが、契約せず、地元アーカンソー州のアーカンソー大学に進学した。

### プロ入りとエクスポズ傘下時代
2000年のMLBドラフト4巡目（全体105位）でモントリオール・エクスポズに指名され、契約。まず、マイナーリーグ A級のケープフィア・クロックスに所属した。
2001年はマイナーリーグ A+級のジュピター・ハンマーヘッズで21試合（先発20試合）に登板し、6勝7敗、防御率2.79を記録。
2002年はマイナーリーグ AA級のハリスバーグ・セネターズで15試合に登板し、7勝2敗、防御率3.23を記録。

### インディアンス時代
2002年6月27日にグレイディ・サイズモア、ブランドン・フィリップス、リー・スティーブンスと共にバートロ・コローンの交換要員としてトレードでクリーブランド・インディアンスへ移籍。AA級のアクロン・ラバーダックスに所属し、ほどなくしてAAA級のバッファロー・バイソンズに昇格。9月15日にメジャーデビューを果たし、6回途中まで投げ、4四球を与えたものの、被安打2、自責点1に抑えるもチームが1点も援護できずに敗戦投手となった。

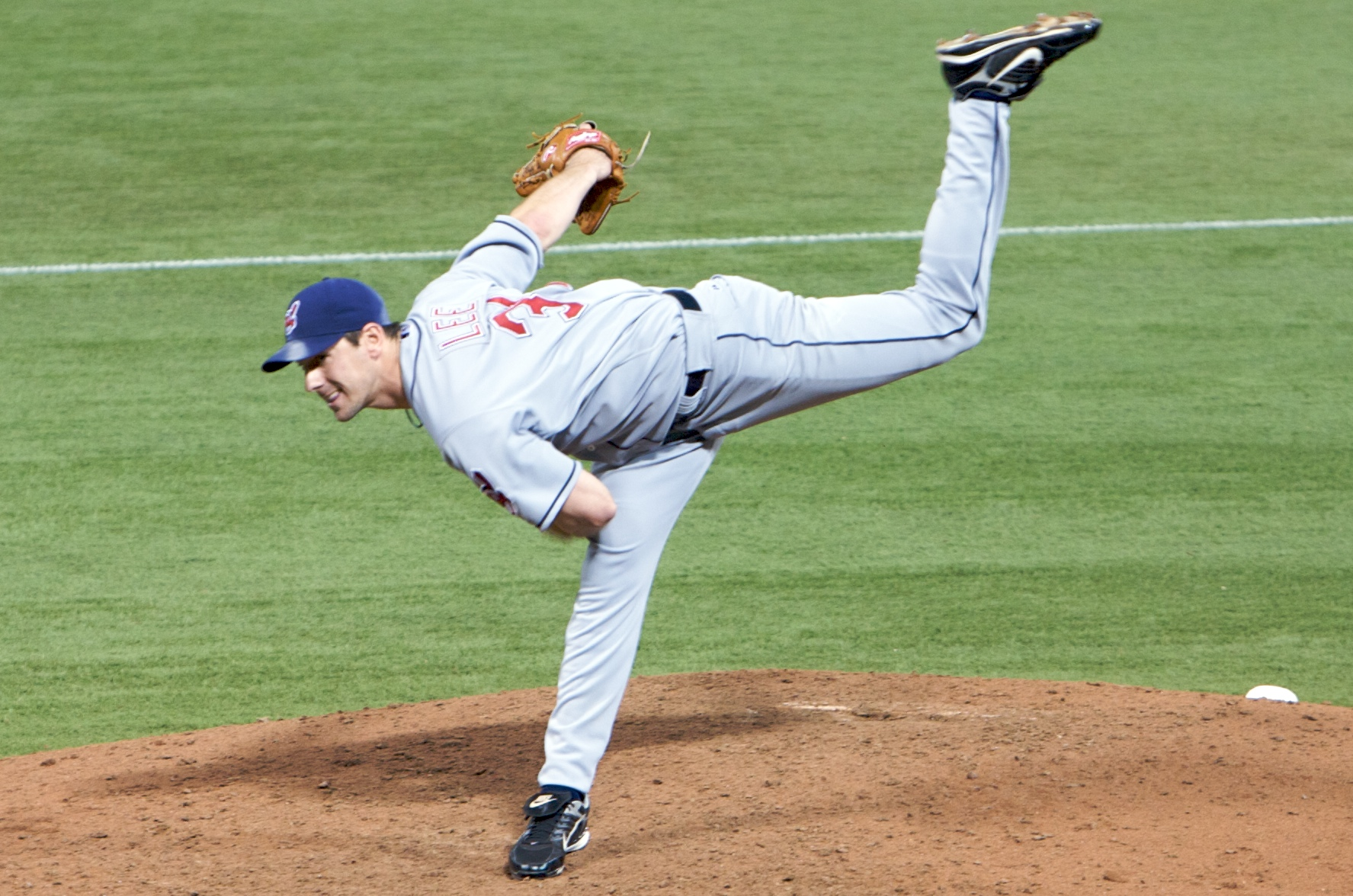
インディアンス時代のリー（2008年）

2003年は6月30日のダブルヘッダー第1戦でメジャー初登板し、6回2失点（自責点0）と好投したものの、すぐにマイナーリーグ降格となった。その後、8月16日から先発ローテーションに入って8試合に登板した。このシーズンは9試合に登板して3勝3敗、52.1回で防御率3.61と一定の成果を挙げた。マイナーリーグでは主にAAA級バッファロー・バイソンズで登板し、そこでは11試合で防御率3.27の好成績を維持した。
2004年は開幕から好調で、5月末では10試合に登板し、5勝0敗という成績を残していた。しかし、6月に入ると月間防御率が5点台にまで落ち、7月と8月は月間防御率が7点台で、6月以降の23試合で被本塁打は28本。最終的にはチーム最多タイの14勝でシーズンを終えたが、防御率は5.43で、自身のキャリアで最低の与四球率4.1という不安定な内容だった。
2005年、かつては右打者を苦手としていたが、カット・ファスト・ボールで抑えられるようになった。18勝（リーグ2位）5敗、防御率3.79などを記録し、サイ・ヤング賞の投票では4位だった。勝率リーグ1位（.783）は球団史上、1951年のボブ・フェラー以来であった。
2006年、球団とリーは契約延長の交渉をスプリングトレーニング中から進めていたが、交渉がまとまらずに開幕を迎えた。5月に6試合で1勝4敗と調子を崩したが、6月は5試合で4勝と持ち直し、最終的には2005年ほどの数字は残せなかったものの、チーム2位の14勝を記録した。8月には2007年から3年総額1400万ドル、4年目の2010年は800万ドルの球団オプションで契約延長した。
2007年、スプリングトレーニングで左脇腹を痛め、開幕を故障者リスト入りで迎えた。5月3日にメジャー復帰を果たしたが、制球が悪く、7月16日から26日にかけて球団史上ウェス・フェレル以来74年ぶりとなる3試合連続7自責点を記録し、7月26日のレッドソックス戦では地元ファンから容赦ないブーイングを浴び、翌27日にAAA級のバッファローへ降格。復帰戦となった9月2日以降、リリーフとして4試合に登板してレギュラーシーズンを終えた。チームはプレーオフ進出を果たしたが、リーはロースターから外れた。シーズン終了後にはトレードを噂されるようになったが、球団はリーが本調子でないことを理解しており、見返りが期待できないため放出する意向はなく残留。
2008年、先発投手の5番手を争う立場となったスプリングトレーニングでは速球の制球力と故障をしないことを重点を置き、レギュラーシーズンを迎えた。開幕から好調で5試合に先発登板した時点での被出塁率.163は99年ぶりの低い数字で、4月は防御率0.96、5勝0敗で月間最優秀投手に選出された。5月7日にかけて6回の登板全てで勝利投手となり、6月9日にリーグで最初に10勝に到達した。7月15日のオールスターゲームではアリーグの先発投手を務め、2回を投げチッパー・ジョーンズの1安打、無失点に抑えた。シーズン後半も勝ち星を重ね、8月には5勝0敗を記録し、2回目の月間最優秀投手に選出された。9月1日には両リーグ1番にシーズン20勝に到達し、球団史上1974年のゲイロード・ペリーの大台に到達。最終的に22勝3敗、防御率2.54（最多勝と最優秀防御率の2冠）、223.1回（リーグ2位）などを記録し、ロイ・ハラデイ、歴代最多62セーブのフランシスコ・ロドリゲスらを抑えてサイ・ヤング賞を受賞した。カムバック賞も受賞した。
2009年は自身初の開幕投手を務めた。

### フィリーズ時代
フィリーズはワールドシリーズ連覇に向け、先発投手を補強するため、ロイ・ハラデイの獲得を試みたが、交換相手で折り合いがつかず交渉は不成立に終わった。その後、リー獲得に向け、ドジャースを上回るトレード要員を提示し、7月29日にベン・フランシスコと共にカルロス・カラスコ、ルー・マーソン、ジェイソン・ドナルド、ジェイソン・ナップとの交換トレードでフィラデルフィア・フィリーズへ移籍した。移籍後は球団史上1980年のマーティ・バイストロム以来となる最初の先発登板から5戦・5勝を記録。自身初のポストシーズンではニューヨーク・ヤンキースとのワールドシリーズでは第1戦と第5戦に登板し、いずれも勝利投手となったが、チームは敗れて連覇とはならなかった。

### マリナーズ時代
2009年12月16日にロイ・ハラデイをはじめとする4チーム、9人の絡むトレードでシアトル・マリナーズに移籍し、契約最終年を迎えることとなった。マリナーズは3人のマイナーリーグ選手を交換要員として放出した。
2010年は開幕を腹部の故障で出遅れたものの、前半戦を8勝3敗、5完投、防御率は2.34と好調だった。

### レンジャーズ時代

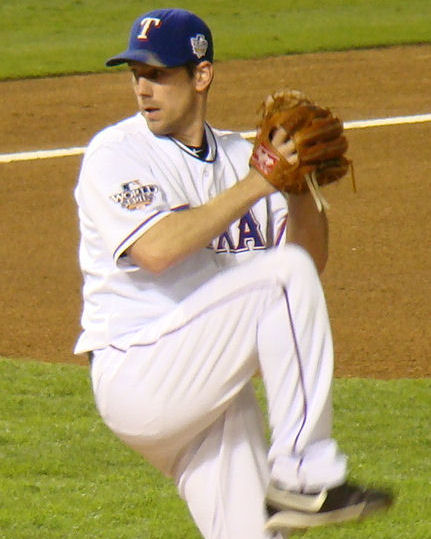
2010年ワールドシリーズで登板したリー（レンジャーズ時代）

2010年7月9日にマーク・ロウと共に交換トレードで同地区首位のテキサス・レンジャーズへ移籍。8月6日のオークランド・アスレチックス戦でメジャー通算100勝目を達成した。また背中の故障に見舞われ失速したが、WHIPは両リーグ1位の1.00を記録。チームのプレーオフ進出に貢献した。タンパベイ・レイズとの地区シリーズでは2度先発登板し、それぞれ7回無四球10奪三振1失点、9回11奪三振1失点と好投した。ニューヨーク・ヤンキースとのリーグ優勝決定シリーズでは第3戦に先発登板し、5回二死まで無安打など、8回13奪三振無失点で勝利投手になった。しかしワールドシリーズでは、初戦は7失点で5回持たずに降板。最終戦となった第5戦でも6回まで無失点ながら7回に3点の先制点を許し、敗戦投手となった。シーズンでは12勝9敗、防御率3.18（リーグ6位）、212.1回（同10位）などを記録し、サイ・ヤング賞の投票では7位だった。

### フィリーズ復帰
2010年シーズン終了後、FA戦線の目玉として去就が注目されていた。友人のCC・サバシアが在籍するニューヨーク・ヤンキースが大型契約で獲得するか、レンジャーズに残留するかと思われていたが、2010年12月15日、フィラデルフィア・フィリーズが5年総額1億2000万ドルでの獲得を発表した。フィリーズの契約はヤンキースやレンジャースと比べても合計契約金や契約年数も短かったが、本人が契約した理由として「お金より気分よく幸せになれて、ワールドシリーズ優勝の可能性が一番高いチームを選んだ」と語った。総額ではこのオフで3番目に高額だった（カール・クロフォードの1億4200万ドル（ボストン・レッドソックス）、ジェイソン・ワースの1億2600万ドル（ワシントン・ナショナルズに次ぐ）。
2011年は17勝（リーグ4位）8敗、防御率2.40（リーグ3位）、232.2回（同4位）などを記録し、サイ・ヤング賞の投票ではクレイトン・カーショウ、ロイ・ハラデイに次ぐ3位だった。シーズン6完封は1989年にティム・ベルチャーが記録（8回）して以来22年ぶりの快挙であり、以降MLBで誰も記録したことがない。セントルイス・カージナルスとのディビジョンシリーズでは第2戦で先発したが6回5失点で敗戦投手となり、自身の登板はその1試合のみでシリーズ敗退となった。自身最後のポストシーズンでの登板となった。
2012年4月18日のサンフランシスコ・ジャイアンツ戦では10回無失点（102球）の好投の末、その後チームが敗れる不運があった。先発投手が延長戦でも続投したのは、MLBでは2007年にアーロン・ハラングが記録して以来約5年ぶりのことであった（次に記録したのは2017年のリッチ・ヒル）。5月15日のヒューストン・アストロズ戦、7月18日のロサンゼルス・ドジャース戦ではともに8回1失点で勝利投手になれなかった。このシーズンは防御率3.16（リーグ9位）、211回（同7位）と安定していたが、勝ち星に恵まれず6勝9敗に終わった。
2013年、14勝（リーグ10位）8敗、防御率2.87（リーグ6位）、222.2回（同3位）などを記録し、サイ・ヤング賞の投票では6位だった。
2014年はロイ・ハラデイの引退、コール・ハメルズの故障により、自身5年ぶり2度目の開幕投手を務めた。左肘の故障により13試合の登板に終わった。
2015年のスプリングトレーニングで前年8月に痛めた左肘の炎症を再発し、レギュラーシーズンを全休し、マイナーリーグで登板することもなかった。オフに翌年の契約オプションを破棄され自由契約となる。

### 現役引退
2016年2月に代理人より現役続行断念が発表された。

## 選手としての特徴
- ダイナミックなフォームから投げ降ろされる速球（フォーシーム）は、スピードが常時90-93mph（約145-150km/h）[26]で、典型的なフライボールピッチャーだった。ストレート系の失投が本塁打になりやすいのが欠点であったのが[10]、インサイドを強気で攻める投球スタイルに変えてから、2008年はゴロで打たせるケースが増え、フライによるアウトをゴロのアウトが上回り[8]、MLBを代表する左腕投手として評価を上げた。フォーシーム、ツーシーム、カッターといった速球とチェンジアップ、ナックルカーブを投げる。
- 通算与四球率が1.9と非常にコントロールがよく、通算奪三振率が7.8とそれほど多くないこともあり、少ない投球数でテンポよく抑える。2010年は212回を投げて185奪三振に対し、与四球は僅かに18であった。1与四球あたりの奪三振数を示すK/BBは10.28という驚異的な数値を示した。
- 打撃では通算打率.175（291打数51安打）、2本塁打、19打点、24犠打などを記録。

## 人物
- 2014年6月、アメリカの経済誌フォーブスは世界のアスリートの年収を公表した。クリフ・リーの年収は2530万ドルであり、世界のアスリートの中で30位。全世界の野球選手の中では第1位である[27]。
- レンジャーズ時代にニューヨーク・ヤンキースとのリーグ優勝決定シリーズを観戦していた夫人がヤンキースファンからヤジと唾を吐かれるという被害に遭った事から、ヤンキース嫌いとなった[28]。

## 詳細情報

### 年度別投手成績
| 年 度     | 球 団     | 登 板 | 先 発 | 完 投 | 完 封 | 無 四 球 | 勝 利 | 敗 戦 | セ 丨 ブ | ホ 丨 ル ド | 勝 率 | 打 者 | 投 球 回 | 被 安 打 | 被 本 塁 打 | 与 四 球 | 敬 遠 | 与 死 球 | 奪 三 振 | 暴 投 | ボ 丨 ク | 失 点 | 自 責 点 | 防 御 率 | W H I P |
| --------- | --------- | ----- | ----- | ----- | ----- | -------- | ----- | ----- | -------- | ----------- | ----- | ----- | -------- | -------- | ----------- | -------- | ----- | -------- | -------- | ----- | -------- | ----- | -------- | -------- | ------- |
| 2002      | CLE       | 2     | 2     | 0     | 0     | 0        | 0     | 1     | 0        | 0           | .000  | 44    | 10.1     | 6        | 0           | 8        | 1     | 0        | 6        | 0     | 1        | 2     | 2        | 1.74     | 1.35    |
| 2003      | CLE       | 9     | 9     | 0     | 0     | 0        | 3     | 3     | 0        | 0           | .500  | 210   | 52.1     | 41       | 7           | 20       | 1     | 2        | 44       | 3     | 0        | 28    | 21       | 3.61     | 1.17    |
| 2004      | CLE       | 33    | 33    | 0     | 0     | 0        | 14    | 8     | 0        | 0           | .636  | 802   | 179.0    | 188      | 30          | 81       | 1     | 11       | 161      | 6     | 0        | 113   | 108      | 5.43     | 1.50    |
| 2005      | CLE       | 32    | 32    | 1     | 0     | 0        | 18    | 5     | 0        | 0           | .783  | 838   | 202.0    | 194      | 22          | 52       | 1     | 0        | 143      | 4     | 0        | 91    | 85       | 3.79     | 1.22    |
| 2006      | CLE       | 33    | 33    | 1     | 0     | 0        | 14    | 11    | 0        | 0           | .560  | 882   | 200.2    | 224      | 29          | 58       | 3     | 8        | 129      | 3     | 0        | 114   | 98       | 4.40     | 1.41    |
| 2007      | CLE       | 20    | 16    | 1     | 0     | 0        | 5     | 8     | 0        | 0           | .385  | 443   | 97.1     | 112      | 17          | 36       | 1     | 7        | 66       | 5     | 0        | 73    | 68       | 6.29     | 1.52    |
| 2008      | CLE       | 31    | 31    | 4     | 2     | 3        | 22    | 3     | 0        | 0           | .880  | 891   | 223.1    | 214      | 12          | 34       | 1     | 5        | 170      | 4     | 0        | 68    | 63       | 2.54     | 1.11    |
| 2009      | CLE       | 22    | 22    | 3     | 1     | 2        | 7     | 9     | 0        | 0           | .438  | 641   | 152.0    | 165      | 10          | 33       | 1     | 3        | 107      | 6     | 0        | 53    | 53       | 3.14     | 1.30    |
| 2009      | PHI       | 12    | 12    | 3     | 1     | 0        | 7     | 4     | 0        | 0           | .636  | 328   | 79.2     | 80       | 7           | 10       | 0     | 2        | 74       | 1     | 0        | 35    | 30       | 3.39     | 1.13    |
| '09計     | PHI       | 34    | 34    | 6     | 2     | 2        | 14    | 13    | 0        | 0           | .519  | 969   | 231.2    | 245      | 17          | 43       | 1     | 5        | 181      | 7     | 0        | 88    | 83       | 3.22     | 1.24    |
| 2010      | SEA       | 13    | 13    | 5     | 1     | 3        | 8     | 3     | 0        | 0           | .727  | 408   | 103.2    | 92       | 5           | 6        | 0     | 0        | 89       | 2     | 1        | 31    | 27       | 2.34     | 0.95    |
| 2010      | TEX       | 15    | 15    | 2     | 0     | 1        | 4     | 6     | 0        | 0           | .400  | 435   | 108.2    | 103      | 11          | 12       | 2     | 1        | 96       | 1     | 0        | 53    | 48       | 3.98     | 1.06    |
| '10計     | TEX       | 28    | 28    | 7     | 1     | 4        | 12    | 9     | 0        | 0           | .571  | 843   | 212.1    | 195      | 16          | 18       | 2     | 1        | 185      | 3     | 1        | 84    | 75       | 3.18     | 1.00    |
| 2011      | PHI       | 32    | 32    | 6     | 6     | 2        | 17    | 8     | 0        | 0           | .680  | 920   | 232.2    | 197      | 18          | 42       | 0     | 6        | 238      | 0     | 0        | 66    | 62       | 2.40     | 1.03    |
| 2012      | PHI       | 30    | 30    | 0     | 0     | 0        | 6     | 9     | 0        | 0           | .400  | 847   | 211.0    | 207      | 26          | 28       | 0     | 0        | 207      | 4     | 0        | 79    | 74       | 3.16     | 1.11    |
| 2013      | PHI       | 31    | 31    | 2     | 1     | 1        | 14    | 8     | 0        | 0           | .636  | 876   | 222.2    | 193      | 22          | 32       | 0     | 4        | 222      | 1     | 0        | 77    | 71       | 2.87     | 1.01    |
| 2014      | PHI       | 13    | 13    | 1     | 0     | 0        | 4     | 5     | 0        | 0           | .444  | 352   | 81.1     | 100      | 7           | 12       | 0     | 1        | 72       | 1     | 0        | 40    | 33       | 3.65     | 1.38    |
| MLB：13年 | MLB：13年 | 328   | 324   | 29    | 12    | 12       | 143   | 91    | 0        | 0           | .611  | 8917  | 2156.2   | 2116     | 223         | 464      | 12    | 50       | 1824     | 41    | 2        | 923   | 843      | 3.52     | 1.20    |

- 各年度の太字はリーグ最高

### 年度別守備成績
| 年 度 | 球 団 | 投手（P） | 投手（P） | 投手（P） | 投手（P） | 投手（P） | 投手（P） |
| 年 度 | 球 団 | 試 合     | 刺 殺     | 補 殺     | 失 策     | 併 殺     | 守 備 率  |
| ----- | ----- | --------- | --------- | --------- | --------- | --------- | --------- |
| 2002  | CLE   | 2         | 1         | 2         | 0         | 0         | 1.000     |
| 2003  | CLE   | 9         | 1         | 5         | 1         | 0         | .857      |
| 2004  | CLE   | 33        | 5         | 7         | 0         | 0         | 1.000     |
| 2005  | CLE   | 32        | 5         | 10        | 3         | 0         | .833      |
| 2006  | CLE   | 33        | 3         | 18        | 1         | 0         | .955      |
| 2007  | CLE   | 20        | 7         | 5         | 1         | 2         | .923      |
| 2008  | CLE   | 31        | 16        | 14        | 1         | 2         | .968      |
| 2009  | CLE   | 22        | 8         | 17        | 1         | 1         | .962      |
| 2009  | PHI   | 12        | 3         | 12        | 1         | 1         | .938      |
| '09計 | PHI   | 34        | 11        | 29        | 2         | 2         | .952      |
| 2010  | SEA   | 13        | 5         | 5         | 3         | 0         | .769      |
| 2010  | TEX   | 15        | 5         | 9         | 1         | 1         | .933      |
| '10計 | TEX   | 28        | 10        | 14        | 4         | 1         | .857      |
| 2011  | PHI   | 32        | 7         | 26        | 1         | 1         | .971      |
| 2012  | PHI   | 30        | 6         | 22        | 3         | 3         | .903      |
| 2013  | PHI   | 31        | 7         | 28        | 1         | 1         | .972      |
| 2014  | PHI   | 13        | 4         | 8         | 0         | 0         | 1.000     |
| MLB   | MLB   | 328       | 83        | 188       | 18        | 12        | .938      |

- 各年度の太字はリーグ最高

### タイトル
- 最多勝利：1回（2008年）
- 最優秀防御率：1回（2008年）

### 表彰
- サイ・ヤング賞：1回（2008年）
- カムバック賞：1回（2008年）
- アメリカンリーグ月間最優秀投手：3回（2008年4月・8月、2010年6月）
- ナショナルリーグ月間最優秀投手：2回（2011年6月・8月）
- クリーブランド・インディアンスマンオブザイヤー（2008年）
- プレイヤーズ・チョイス・アワード
  - アメリカンリーグ最優秀投手（2008年）
  - アメリカンリーグカムバック選手（2008年）
- The Sporting News
  - AL Pitchers of the Year（2008年）
  - AL Comeback Players of the Year（2008年）
- Baseball Digest
  - Pitcher of the Year（2008年）

### 記録
- MLBオールスターゲーム選出：4回（2008年、2010年、2011年、2013年）※先発は2008年の1回

- その他
  - シーズン奪三振/与四球：10.2778（2010年）※アメリカンリーグ記録、左投手MLB記録[29]
  - 4先発登板連続与四球無し（2010年6月）※シアトル・マリナーズ球団記録
  - 38.1イニング連続与四球無し（2010年6月）※シアトル・マリナーズ球団記録
  - 月間4完投（2010年6月）※2003年9月のロイ・ハラデイ以来